# Simpson River (Queen Maud Gulf)
Der Simpson River  ist ein 230 km langer Zufluss des Arktischen Ozeans im kanadischen Territorium Nunavut.

## Flusslauf
Der Simpson River hat seinen Ursprung in einem etwa 170 m hoch gelegenen namenlosen See, 8 km westlich des Joe Lake. Er fließt anfangs in nördlicher Richtung durch die Tundralandschaft des Kanadischen Schildes auf Höhe des Polarkreises. Etwa bei Flusskilometer 190 wendet sich der Simpson River in Richtung Nordnordwest. Zwischen den Flusskilometern 175 und 136 befindet sich am Flusslauf ein verzweigtes Seensystem. Bei Flusskilometer 25 trifft der Karrak River, der bedeutendste Nebenfluss des Simpson River, linksseitig auf diesen. Auf den letzten 14 Kilometern spalten sich mehrere Mündungsarme vom Hauptstrom ab. Der Simpson River bildet an der Südküste des Queen Maud Gulf ein 11 km breites Flussdelta.

## Einzugsgebiet
Das ungefähr 7000 km² große Einzugsgebiet des Simpson River liegt mit Ausnahme der im äußersten Süden gelegenen Quellregion des Simpson River innerhalb des Vogelschutzgebietes Ahiak Migratory Bird Sanctuary. Das Einzugsgebiet des Simpson River grenzt im Süden an das des Back River. Das Quellgebiet des McNaughton River, der weiter östlich zum Meer fließt, liegt unweit dem des Simpson River. Weiter westlich verläuft als größerer Zufluss des Arktischen Ozeans der Armark River. 

## Namensgebung
Der Flussname geht vermutlich auf George Simpson, den Leiter der Hudson’s Bay Company, oder auf dessen Cousin Thomas Simpson, der ebenfalls für die Hudson’s Bay Company tätig war, zurück.